# ムゾンケ・ファナ
ムゾンケ・ファナ（Mzonke Fana、1973年10月29日 - ）は、南アフリカ共和国のプロボクサー。元IBF世界スーパーフェザー級王者。トレーナーは元IBF世界スーパーバンタム級王者ブヤニ・ブング。

## 来歴
1994年3月6日、20歳でプロデビューした。母国南アフリカを主戦場に試合をこなした。
1999年3月7日、南アフリカスーパーフェザー級王座を獲得。
1999年12月14日、WBCインターナショナル王座に挑戦するが12回判定で敗れた。
2001年11月16日、再度WBCインターナショナル王座に挑戦し、2回TKO勝ちを収めて王座を獲得した。
2004年5月28日、ランディ・スイコ(フィリピン)を判定で下しWBC世界スーパーフェザー級王者マルコ・アントニオ・バレラへの指名挑戦権獲得に成功した。
2005年4月9日、テキサス州エルパソのドン・ハスキンス・コンベンションセンターでWBC世界スーパーフェザー級王者マルコ・アントニオ・バレラと対戦した。結果はバレラの良いところばかりが目立って一方的な試合展開になり、最後はコンビネーションで失神し2回にKO負けを喫した。
2006年12月8日、IBFスーパーフェザー級王座の指名挑戦権を獲得した。
2007年4月20日、IBF世界スーパーフェザー級王者マルコム・クラッセンと対戦し、2-1の判定勝ちで王座を獲得した。
2008年4月12日、カシウス・バロイと対戦し、0-2の判定負けで2度目の防衛に失敗し王座から陥落した。
2010年9月1日、IBF世界スーパーフェザー級王座決定戦でカシウス・バロイと再戦し、12回3-0(119-109、118-110、119-110)の判定勝ちで王座返り咲きに成功した。
2011年1月29日、IBF世界スーパーフェザー級級1位アルヘニス・メンデスが元王者カシウス・バロイを破りファナへの挑戦権を得るが、ファナがメンデスとの防衛戦を行わなかった為、ファナはIBF世界スーパーフェザー級王座を剥奪された。
2012年9月22日、WBCインターナショナルスーパーフェザー級王者シプフォ・タリウィと対戦し12回0-3の判定負けで王座獲得に失敗した。
2013年3月2日、ナミビアのウイントフックのウイントフック・カウンティー・クラブ・リゾートで元WBA世界ライト級王者パウルス・モーゼスと対戦し4回TKO負けで王座獲得に失敗した。
2013年9月22日、元IBF世界スーパーバンタム級王者タカラニ・ヌドロブとWBAパンアフリカンスーパーフェザー級王座決定戦を行い12回3-0の判定勝ちでランカー復帰を賭けたサバイバルに成功した。
2013年12月7日、フィンランドで21戦全勝のWBAインターコンチネンタルライト級王者エディス・タトリと対戦し12回0-3の判定負けで王座獲得とサバイバルに失敗し3か月前に復帰したばかりの世界ランキング(WBA)から再びノーランカーになった。
2014年12月13日、ヌコシナチ・ジョイVSレイ・ロリトの前座でマルコム・クラッセンと8年ぶりに再戦する予定だったが、ジョイが負傷したため中止になったためクラッセンとの再戦は無期限延期になったが、クラッセンがライト級に転向したため実現は困難になった。
2016年7月9日、マンチェスターのマンチェスター・アリーナで約6年ぶりの世界挑戦。タイソン・フューリーVSウラジミール・クリチコの前座でWBO世界ライト級王者テリー・フラナガンと対戦しジェイコブ・マトラーラ、ムブレロ・ボティーレ、ディンガン・トベラに次ぐ南アフリカのボクサー史上4人目の世界2階級制覇を目指す予定だったが、フューリーの捻挫で負傷した為イベント自体が延期になったものの翌週の同年7月16日、ウェールズカーディフのアイス・アリーナ・カーディフに場所を移してギレルモ・リゴンドウVSジェームス・ディケンズの前座で対戦しダウンを2度奪われ12回0-3(3者共に106-120)の判定負けを喫し上記のボクサーに次ぐ4人目の2階級制覇に失敗した。

## 獲得タイトル
- 南アフリカスーパーフェザー級王座
- WBCインターナショナルスーパーフェザー級王座
- IBF世界スーパーフェザー級王座2回（うち1回で防衛1）
- WBAパンアフリカンスーパーフェザー級王座